# بیضی استراتژیک

بیضی استراتژیک

بیضی استراتژیک (به آلمانی: Strategische Ellipse) عبارتی در روابط بین‌الملل است که نخستین بار در نشریهٔ آلمانی زبان اروپای شرقی ظاهر شده‌است. این بیضی منطقه‌ای ژئوپولیتیک است که شامل ایران و کل خلیج فارس، کشورهای عربی شورای تعاونی خلیج، و بخش‌های از روسیه، قزاقستان، جمهوری آذربایجان، گرجستان، عراق، و ترکیه است.
بیش از ۷۰ درصد ذخایر اثبات‌شدهٔ نفت و بیش از ۶۵ درصد ذخایر اثبات‌شدهٔ گاز طبیعی جهان در این بیضی قرار دارد.